# Well Lee
Well Lee (chino: 李 炜, nacido el 6 de diciembre de 1988 en Fujian) es un cantante chino, que inició su carrera artística en el mundo del espectáculo, participando en 2010 en un concurso de canto en un evento llamado Happy Boy.

## Biografía
Well Lee, nació en Fujian, China, se graduó en un Instituto de Profesionales. En 2007 participó en un evento de cantó denominado "Happy Boy", aunque no logró entrar a las finales nacionales. En 2010, volvió a participar esta vez en el evento "Hunan TV Super" y finalmente ganó el campeonato.

## Happy Boy
| fecha       | Finales          | Canción |
| ----------- | ---------------- | --- |
|             | Mass election    | 《剪爱》《凌晨三点钟》                                                                                                  |
| 2010.07.16  | Nationwide 10/12 | 《天黑黑》《I'm back》（win the "week champion")                                                                        |
| 2010. 07.23 | Nationwide 8/10  | 《U》《剪爱》 |
| 2010. 07.30 | Nationwide 7/8   | 《Try try我的未来》(win the "week champion"）                                                                           |
| 2010. 08.06 | 8090踢馆夜       | 《你和我》《突然好想你》《小男人大男孩》                                                                                |
| 2010. 08.13 | Nationwide 6/7   | 《彩虹》《玛丽莲梦露》                                                                                                  |
| 2010. 08.20 | Nationwide 5/6   | 《草戒指》《情歌两三首》《不可能错过你》                                                                                |
| 2010. 08.27 | Nationwide 4/5   | 《必杀技》《盖世英雄》《没那么简单》                                                                                    |
| 2010. 09.03 | Nationwide 3/4   | 《路一直都在》《一场游戏一场梦》《太美丽》                                                                              |
| 2010. 09.10 | Final night      | 《Try try我的未来》《爱如潮水》《你那么爱她》《Cockney Girl》《爱你一万年》《海芋恋》《到不了》(win the final champion) |